# Pantalonnade
À l'origine, une pantalonnade désigne un canevas d'improvisation centré sur le personnage de Pantalon, célèbre Géronte de commedia dell'arte aux comportements ridicules.
Un fait public, comme la visite d'un officiel, un spectacle de théâtre ou un film est traité péjorativement de pantalonnade lorsque son traitement, outrancièrement expressif, ne domine qu'imparfaitement ses effets et bascule dans l'exagération bouffonne, grotesque ou même macabre au détriment du ressenti et de la crédibilité du jeu. Contrairement au cabotinage, la pantalonnade est généralement un résultat collectif. Elle découle donc plus directement du script que d'initiatives venues des acteurs. C'est donc habituellement la direction d'acteurs qui est la vraie responsable d'une pantalonnade, bien que fort souvent ce soient les acteurs et les actrices qui en prennent directement le discrédit.